# Trichoplusia laportei
Trichoplusia laportei là một loài bướm đêm trong họ Noctuidae.